# 巴爾塔切沃區

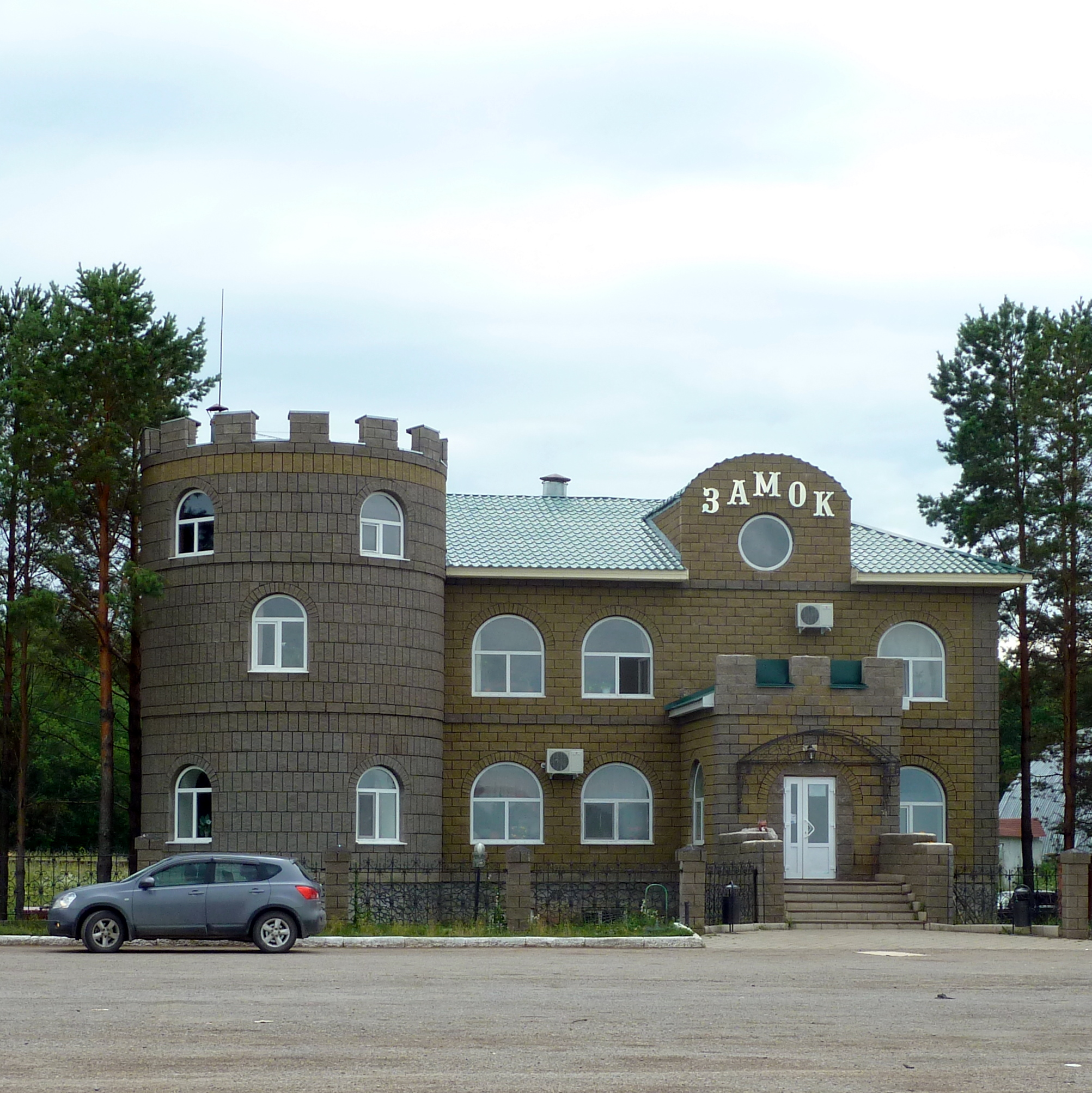

56°01′N 55°56′E / 56.017°N 55.933°E
巴爾塔切沃區（俄语：Балтачевский район），是俄羅斯的一個區，位於該國西南部，由巴什科爾托斯坦共和國負責管轄，始建於1930年，面積1,598平方公里，2010年人口21,623，人口密度每平方公里13.53人。